# 美泉宫夏夜音乐会
美泉宫夏夜音乐会（德語：Sommernachtskonzert，另译美泉宫夏季音乐会）是维也纳爱乐乐团每年举行的免费户外古典音乐会，场地为美泉宫。该音乐会自2004年开始举办，最初称为「欧洲音乐会」，2008年以「夏夜音乐会」的名义举办，并沿用至今。

## 历史
该活动首次于2004年5月25日举行，旨在庆祝欧洲联盟扩大，最初被称为“欧洲音乐会”。音乐会由奥地利联邦政府邀请举办，鲍比·麦克菲林指挥，演奏了来自八个欧洲国家的古典音乐作品。据主办方表示，音乐会吸引了90,000名观众，而最初预期30,000人到场。
2005年，祖宾·梅塔指挥了音乐会。2006年，由于天气原因，音乐会被推迟，由普拉西多·多明戈担任指挥。2007年，在瓦列里·捷杰耶夫的指挥下，创下了14万名观众的新纪录。
2008年，音乐会由乔治·普雷特指挥，首次以「夏夜音乐会」的名义举行。 2009年由丹尼尔·巴伦博伊姆指挥。2010年由弗朗兹·威尔瑟-莫斯特指挥，钢琴独奏者是叶菲姆·布朗夫曼。2011年，俄罗斯指挥家瓦列里·捷杰耶夫担任指挥，小提琴家本杰明·施密德担任独奏。由于爱乐乐团与日本有着密切的联系，此次音乐会是作为一项慈善活动来支持东北地方太平洋近海地震的地震受害者。60家电视台同时或交错播出。

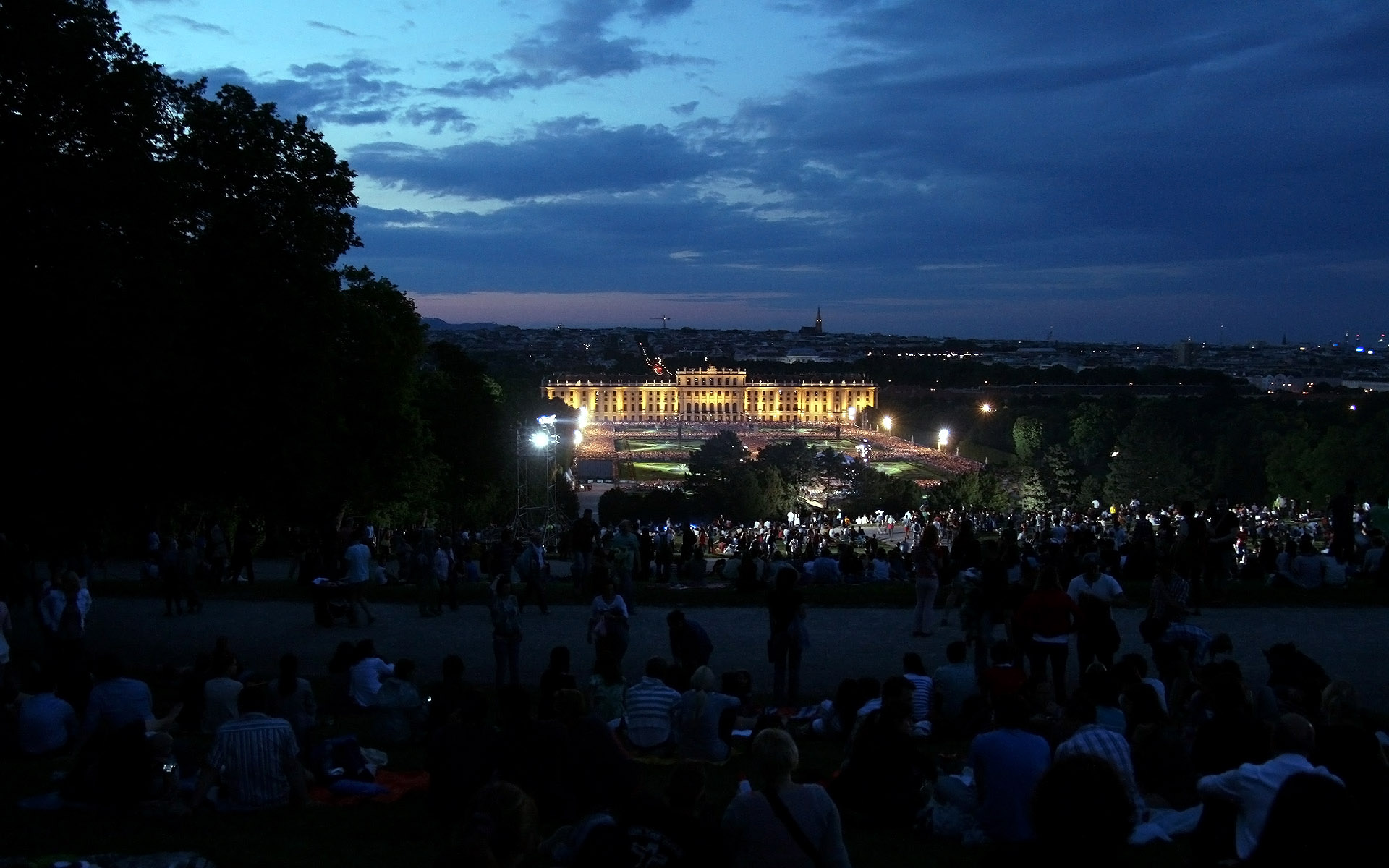
2012年美泉宫夏夜音乐会

2012年，夏夜音乐会由古斯塔沃·杜達美指挥，格雷戈尔·哈塔拉在美泉宫凯旋门前的池塘中专门建造的舞台上精心编排了维也纳国立歌剧院芭蕾舞团的表演。2013年，洛林·马泽尔担任指挥。2014年，克里斯托弗·埃申巴赫担任指挥。
2015年，音乐会于5月14日再次在祖宾·梅塔的指挥下举行，首次作为维也纳艺术节的开幕音乐会。
2016年5月26日，音乐会在谢苗·贝奇科夫的指导下举行。演奏了乔治·比才、埃克托·柏辽兹、弗朗西斯·普朗克和莫里斯·拉威爾的作品。钢琴演奏由凯蒂亚和玛丽莲·拉比克姐妹担任。这场音乐会有超过10万人参加，并由82个国家的83家电视台转播。此外，伦敦、马德里、蒙扎和布加勒斯特等城市还举行了现场公众观看活动。
2017年，舞台被调转方向，可以看到背景中的宫殿。这场由克里斯托弗·埃申巴赫的音乐会是维也纳爱乐乐团成立175周年的庆典，再次由80多家电视台转播。电视观众还可以看到来自巴洛克式宫殿花园以及美泉宫动物园的画面。
2018年5月31日，第15届音乐会由瓦列里·捷杰耶夫继2007年和2011年之后第三次指挥，独奏者为安娜·涅特列布科。

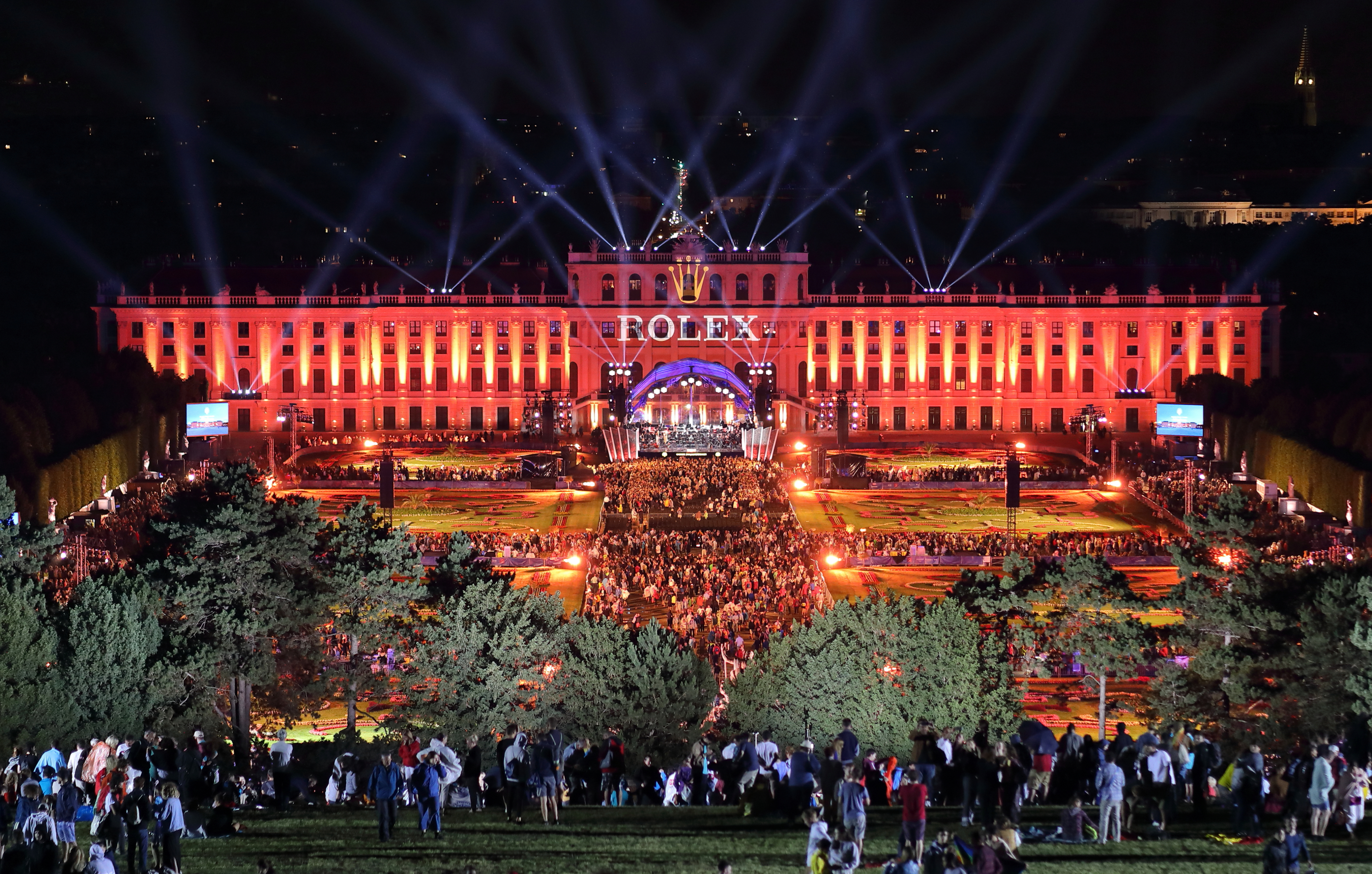
2019年美泉宫夏夜音乐会

2019年6月20日，夏夜音乐会在美泉宫花园举行，舞台面向美泉宫凯旋门敞开。指挥是古斯塔沃·杜達美，独奏者为王羽佳。以“蓝色狂想曲”为主题的音乐会吸引了约85,000名观众，并在大约80个国家进行转播。
2020年，由于2019冠状病毒病疫情，音乐会被推迟到9月18日。音乐会当天，城堡公园也因疫情不对公众，仅允许1,250名观众入场。

## 历届概况
| 日期          | 指挥                 | 独奏                  |
| ------------- | -------------------- | --------------------- |
| 2004年5月25日 | 鲍比·麦克菲林        | —                     |
| 2005年6月8日  | 祖宾·梅塔            | 郎朗                  |
| 2006年6月24日 | 普拉西多·多明哥      | 胡安·迪亞戈·佛瑞茲    |
| 2007年5月24日 | 瓦列里·捷杰耶夫      | —                     |
| 2008年6月3日  | 乔治·普雷特          | —                     |
| 2009年6月4日  | 丹尼尔·巴伦博伊姆    | —                     |
| 2010年6月8日  | 弗朗兹·威尔瑟-莫斯特 | 叶菲姆·布朗夫曼       |
| 2011年6月3日  | 瓦列里·捷杰耶夫      | 本杰明·施密特曼       |
| 2012年6月7日  | 古斯塔沃·杜達美      | —                     |
| 2013年5月30日 | 洛林·马泽尔          | 迈克尔·沙德           |
| 2014年5月29日 | 克里斯托弗·埃申巴赫  | 郎朗                  |
| 2015年5月14日 | 祖宾·梅塔            | 鲁道夫·布赫宾德       |
| 2016年5月26日 | 谢苗·贝奇科夫        | 凯蒂亚和玛丽莲·拉比克 |
| 2017年5月25日 | 克里斯托弗·埃申巴赫  | 芮妮·弗萊明           |
| 2018年5月31日 | 瓦列里·捷杰耶夫      | 安娜·涅特列布科       |
| 2019年6月20日 | 古斯塔沃·杜達美      | 王羽佳                |
| 2020年9月18日 | 瓦列里·捷杰耶夫      | 乔纳斯·考夫曼         |
| 2021年6月18日 | 丹尼尔·哈丁          | 伊戈尔·列维特         |
| 2022年6月16日 | 安德里斯·尼尔森斯    | 葛替耶爾·卡普頌       |
| 2023年6月8日  | 雅尼克·尼泽-塞冈     | 艾琳娜·嘉兰莎         |
| 2024年6月7日  | 安德里斯·尼尔森斯    | 丽丝·戴维森           |
| 2025年6月13日 | 图冈·索契耶夫        | 彼得·贝科扎瓦         |

## 外部連結
- 官方网站（英文）（德文）